# Hammergriff

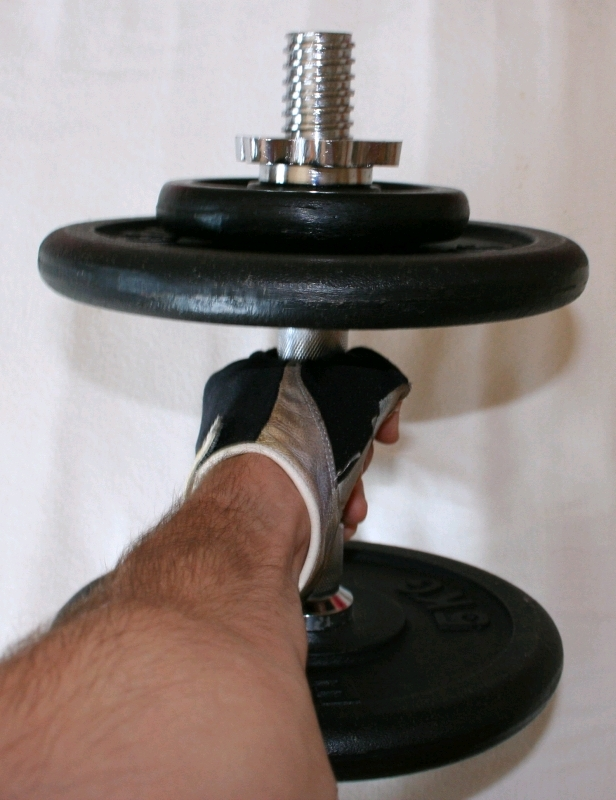
Kurzhantel im Hammergriff

Der Hammergriff ist eine Griffart im Kraft- bzw. Hanteltraining. Sie bezeichnet eine neutrale Stellung des Handgelenks, bei der der Daumen nach vorne (hängende Arme, Daumen hinten bei Überkopfgriff) und die Handflächen zum Körper zeigen.
Dieser Griff findet speziell im Kurzhanteltraining bei den sogenannten Hammercurls Anwendung, bei der neben dem Bizeps (musculus biceps brachii) verstärkt der Armbeuger (musculus brachialis) und ein Teil des Unterarms (musculus brachioradialis) mit in das Training einbezogen werden.